# Ancistrosyrinx clytotropis
Ancistrosyrinx clytotropis is een slakkensoort uit de familie van de Cochlespiridae. De wetenschappelijke naam van de soort is voor het eerst geldig gepubliceerd in 1906 door Sykes.